# Turnagra
Turnagra és un gènere d'ocells extints de la família dels oriòlids (Oriolidae).

## Taxonomia
Segons la Classificació del Congrés Ornitològic Internacional (versió 11.1, 2021) aquest gènere està format per dues espècies:
- Turnagra tanagra - turnagra de l'illa del Nord.
- Turnagra capensis - turnagra de l'illa del Sud.